# Sobreseïment
El sobreseïment (que prové del llatí supersedere) és un tipus de resolució judicial que dicta un jutge o un tribunal, suspenent un procés per falta de causes que justifiquin l'acció de la justícia. Habitualment és una institució del dret processal penal.
En el sobreseïment el jutge, en veure la falta de proves o certs pressupostos, no entra a conèixer el fons de l'assumpte o s'absté de seguir-ho fent, i pot acabar el procés abans de dictar sentència. Per aquest motiu, depenent de la legislació, el sobreseïment no provoca normalment l'efecte de cosa jutjada i el procés es podria reobrir més endavant.
Normalment, el sobreseïment es dicta mitjançant un acte, que pot ser objecte de recurs.

## Tipus de sobreseïment
El sobreseïment pot ser definitiu o temporal segons posi fi al procediment o únicament ho suspengui o paralitzi per certes i determinades causals legals.
També pot ser total o parcial depenent si refereix a totes o a alguna de les parts o fets de la causa.

## Regulació a Espanya
En el Dret d'Espanya, el sobreseïment és regulat en els articles 414.3, 418.2, 423.3 i 424.2 (entre altres) de la Llei d'Enjudiciament Civil. És un institut jurídic previst per a diferents casos que impossibiliten la continuació del procés, quedant imprejutjat l'objecte del litigi.
- Causes: Falta de pressupostos processals no subsanables (p. ex.: litispendència, art. 421 LEC) o subsanables però que no s'han esmenat (p. ex., litisconsorci passiu necessari, art. 420.4 LEC), falta de requisits processals essencials (p. ex.: art. 423.3.II LEC) i incompareixença de les parts a l'audiència prèvia (art. 414.3 LEC).

- Efectes: Finalització del procés mitjançant acte, la pretensió queda imprejutjada (no hi ha sentència sobre el fons) i no hi ha efecte de cosa jutjada, però només es podrà reobrir el procés si es tracta d'una circumstància subsanable.

- Condemna en costes: Per a la part que hagi ocasionat el sobreseïment.